# Teoría del anticrono

Imagen recreada por IA que simboliza de manera surrealista "La Teoría del Anticrono" de Jesús Eduardo Villarroel González

La Teoría del Anticrono, desarrollada por el venezolano Jesús Eduardo Villarroel González, es una propuesta filosófica y educativa que invita a reflexionar sobre el valor y manejo del tiempo.
Esta teoría que examina la relación moderna con el tiempo, destacando cómo este recurso esencial está siendo desvalorizado por el impacto de la tecnología y el ritmo acelerado de la vida contemporánea. Villarroel advierte sobre los riesgos de una desconexión con el presente, la fragmentación de la atención y la pérdida de valores humanos fundamentales, lo que podría llevar a un futuro vacío y deshumanizado. El autor propone una revalorización del tiempo como un pilar educativo y filosófica para construir una sociedad más consciente y equilibrada.

## Riesgos
Algunos de los peligros principales que señala la teoría incluyen:
- Erosión de la percepción del tiempo. Villarroel sostiene que el tiempo, como recurso fundamental, está siendo menospreciado en la era digital. Las personas han perdido la capacidad de vivir plenamente el presente, atrapadas en una constante adicción fragmentación de la atención causada por la tecnología y el consumo excesivo de información.
- Sobreexposición tecnológica y sensorial. La saturación de estímulos provenientes de redes sociales y dispositivos digitales genera una sobrecarga sensorial, que, según el autor, deshumaniza y desconecta a las personas de su propia esencia y del valor intrínseco de cada momento.
- Desconexión generacional. Villarroel advierte que, si no se inculca a las nuevas generaciones una apreciación consciente del tiempo, estas podrían crecer en un entorno donde el futuro carezca de dirección y significado, impactando negativamente el desarrollo social y cultural.
- Pérdida de valores humanos fundamentales. La subordinación de las relaciones humanas al ritmo frenético de la vida moderna lleva, según el autor, a una crisis espiritual y moral, en la que las personas priorizan lo efímero sobre lo trascendental.
- Riesgo de un “futuro vacío”. Villarroel sugiere que la falta de una gestión consciente del tiempo podría desencadenar un futuro desprovisto de propósito y humanidad, en el que las tecnologías digitales continúen dominando la vida cotidiana, desplazando valores esenciales.

## Soluciones
La teoría propone una serie de soluciones prácticas y sencillas con enfoque consciente para vivir en el presente de manera plena, feliz y productiva. Entre las soluciones propuestas plantea; Dar valor a la vida y la creación, respetar y valorar el tiempo propio y ajeno, evitar a toda costa el desgaste emocional por relaciones dañinas o crisis existenciales como también el trabajo en exceso. Villarroel subraya la importancia de una vida equilibrada, basada en valores como el respeto mutuo, la autorreflexión, alimentación sana, el ejercicio físico y mental. Además, destaca la necesidad de gestionar el tiempo de manera eficiente, evitando distracciones improductivas como la obsesión por las redes sociales o el trabajo excesivo.
La Teoría del Anticrono busca promover una reconexión con el tiempo como pilar de desarrollo humano y social, apelando a organismos internacionales, líderes globales y comunidades educativas para adoptar su modelo de transformación cultural y educativa.
Estas ideas se han presentado en diversos foros internacionales como el Congreso Hispanoamericano de Prensa, Congreso de la República de Colombia, y en Organización de Naciones Unidas de la ONUentre otros lugares de relevancia, y ha publicado su libro de manera gratuita para fomentar la difusión de su mensaje.
La teoría hace énfasis que, si no se toman medidas para revalorizar el tiempo en nuestra cotidianidad, se corre el riesgo de que futuras generaciones hereden un mundo sin dirección. Para el autor, el tiempo no solo es un recurso, sino también un componente esencial de nuestra identidad y espiritualidad. Por esta razón, el autor insiste en que el respeto por el tiempo propio y el ajeno debe integrarse como un principio clave en la educación y en la organización social. 
La Teoría del Anticrono es una invitación a reflexionar sobre el tiempo como un recurso humano central que, si no se maneja con cuidado, podría perderse en la vorágine de la vida moderna. A través de su propuesta educativa y filosófica, Jesús Eduardo Villarroel González aspira a sembrar conciencia y fomentar una transformación global en la manera en que las personas entienden y valoran su tiempo en beneficio de la humanidad.  